# Cais (Zeitschrift)
CAIS (Portugiesisch für: Anlegekai) ist ein Straßenmagazin in Portugal, das von Menschen in schwierigen sozialen Lagen in Großstädten des Landes vertrieben wird und seit 1994 monatlich erscheint.
CAIS gehört dem International Network of Street Papers (INSP) an, dem internationalen Dachverband der Straßenzeitungen.

## Straßenmagazin

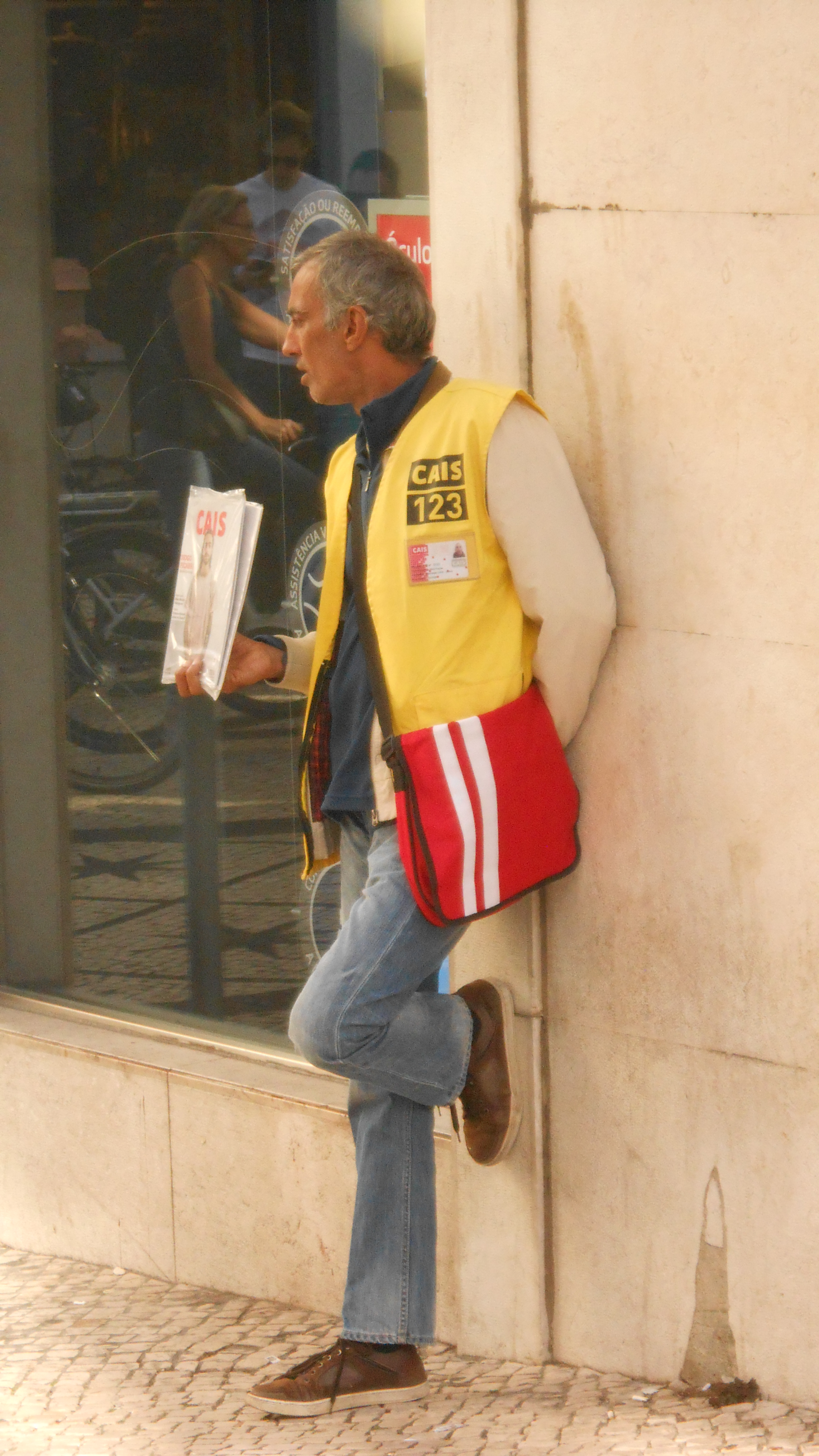
CAIS-Verkäufer im Chiado-Viertel in Lissabon

Ein Redaktionsteam sowie ein Team von Fotografen und Journalisten erstellen ein monatliches Hochglanz-Magazin, das im A4-Format ein thematisch sehr breit gefächertes Angebot bietet. Neben vielfältigen Artikeln aus Kultur und Gesellschaft gehören auch Fotostrecken, Comics, Erfolgsgeschichten Obdachloser, Interviews mit Prominenten, Rätsel u. v. m. dazu. In der Regel enthält die Zeitschrift nur Werbung aus dem Zusammenhang mit CAIS-Aktivitäten. In jedem Sommer erscheint eine Doppelausgabe Juli/August. Die monatliche Auflage beträgt 16.000 Exemplare.

## Vertrieb
Das Straßenmagazin wird von Menschen in schwierigen sozialen Lagen auf der Straße verkauft. Vom Verkaufspreis von 2,00 Euro behält der Verkäufer 70 %. Die Verkäufer tragen teils selbst zu ihrem Straßenmagazin bei, indem sie etwa Informationen aus erster Hand zu Themen wie Obdachlosigkeit, Sucht oder Armut liefern.

## Verein
Das Straßenmagazin CAIS ist die bekannteste Aktivität des gemeinnützigen Vereins Associação CAIS, der sich 1994 zur Gründung der Zeitschrift konstituierte. Ziel des Vereins ist es, durch seine Projekte die allgemeinen Lebensverhältnisse Obdachloser, in prekären Verhältnisse lebender, und von sozialer Ausgrenzung bedrohter Menschen zu verbessern. Dabei sollen auch das soziale und wirtschaftliche Selbstvertrauen und die Alltagsstruktur so weit gestärkt werden, dass u. a. eine Wiedereingliederung in reguläre Beschäftigungsverhältnisse möglich wird.
Der Verein unterhält Büros in Lissabon, Porto und Coimbra. Die Büros dienen als Anlaufstellen für Obdachlose und von Obdachlosigkeit bedrohte Menschen.
CAIS ist ein gemeinnütziger Verein in freier Trägerschaft, dessen Ziel die Unterstützung und soziale Reintegration von Menschen in schwierigen Lebenslagen ist. Im Mittelpunkt des Engagements steht das vom Verein herausgegebene Straßenmagazin als Beschäftigungsprojekt für Menschen, die von Wohnungslosigkeit oder sozialer Ausgrenzung betroffen oder bedroht sind. In weiteren Beschäftigungsprojekten schafft der Verein Stellen in gemeinnützigen Unternehmungen, etwa CAIS recicla (Designprodukte, hergestellt aus gespendetem Produktionsausschuss), CAIS buy@work (Einkaufs-Lieferservice besonders für Büroangestellte), CAIS lavauto (Autowäsche für Firmenflotten) oder CAHO – capacitar hoje (professionelle manuelle Autowäsche im Großraum Lissabon), u. a.